# Kazimierz Dębski (chórmistrz)
Kazimierz Dębski ps. Dzwon (ur. ok. 1920 zm. 2 października 1987) – dyrygent, chórmistrz i pedagog, Łodzianin Roku 1977.

## Życiorys
Dębski pochodził z okolic Łodzi, gdzie wychował się w rodzinie chłopskiej. Urodził się prawdopodobnie na przełomie lat 10. i 20. XX w. Był absolwentem Państwowej Wyższej Szkoły Muzycznej w Łodzi I i II stopnia. Współzakładał (w 1958) i był prezesem (1971–1973, 1983–1987) Łódzkiego Towarzystwa Muzycznego im. Karola Szymanowskiego oraz był współzałożycielem Towarzystwa Upowszechniania Muzyki. Podczas II wojny światowej był żołnierzem Armii Krajowej, ps. Dzwon.
W latach 1962–1981 był dyrektorem Państwowej Szkoły Muzycznej im. S. Moniuszki I i II stopnia (ob. Zespół Szkół Muzycznych im. Stanisława Moniuszki w Łodzi), a także założycielem chóru „Bel Canto” (w 1967) Był działaczem Wojewódzkiego Towarzystwa Upowszechniania Kultury, Łódzkiego Oddziału Stowarzyszenia Polskich Artystów Muzyków i przewodniczącym Łódzkiego Oddziału Polskiego Związku Chórów i Orkiestr. Należał do PZPR.
Pochowany w części rzymskokatolickiej Starego Cmentarza w Łodzi.

## Wyróżnienia
- Łodzianin Roku (1977)[4][3]
- Nagroda Miasta Łodzi (1980)[10] – za całokształt działalności w dziedzinie upowszechniania kultury. muzycznej[4]
- Laureat (wraz z zespołem „Bel Canto”) nagrody głównej na Ogólnopolskim Turnieju Chóralnym Legnica „Cantat 12" (1979)[4]
- Krzyż Kawalerski Orderu Odrodzenia Polski[4][1],
- Krzyż Partyzancki,
- Krzyż Armii Krajowej,
- Krzyż Walecznych,
- Medal Komisji Edukacji Narodowej,
- Złoty Krzyż Zasługi,
- Honorowa Odznaka Miasta Łodzi,
- Medal 30-lecia Polski Ludowej,
- Odznaka „Zasłużony Działacz Kultury”[1].